# The Twilight Saga: Eclipse (nhạc phim)
The Twilight Saga: Eclipse (Original Motion Picture Soundtrack) là album soundtrack của bộ phim Nhật thực.

## Danh sách track
1. "Eclipse (All Yours)" (Metric) – 3:38
2. "Neutron Star Collision (Love Is Forever)" (Muse) – 3:50
3. "Ours" (The Bravery) – 3:47
4. "Heavy in Your Arms" (Florence and the Machine) – 4:42
5. "My Love" (Sia) – 5:07
6. "Atlas" (Fanfarlo) – 3:23
7. "Chop and Change" (The Black Keys) – 2:21
8. "Rolling in on a Burning Tire" (The Dead Weather) – 3:53
9. "Let's Get Lost" (Beck và Bat for Lashes) – 4:07
10. "Jonathan Low" (Vampire Weekend) – 3:30
11. "With You in My Head" (UNKLE featuring The Black Angels) – 4:40
12. "A Million Miles an Hour" (Eastern Conference Champions) – 4:03
13. "Life on Earth" (Band of Horses) – 5:28
14. "What Part of Forever" (Cee-Lo Green) – 3:55
15. "Jacob's Theme" (Howard Shore) – 2:27

### Bonus phiên bản chất lượng cao
1. "The Line" (Battles) – 5:05
2. "How Can You Swallow So Much Sleep?" (Bombay Bicycle Club) – 2:58
3. "Atlas" (The Time and Space Machine Remix) (Fanfarlo) – 6:04
4. "What Part of Forever" (Johan Hugo Remix) (Cee-Lo Green) – 4:51
5. "Eclipse (All Yours)" [Acoustic] (Metric) – 3:45 (iTunes pre-order)[1] or ilovemetric.com bonus[2]

### Bonus phiên bản quốc tế
| # | Bài hát/Nghệ sĩ                       | Quốc gia  | Thời lượng |
| - | ------------------------------------- | --------- | ---------- |
| 1 | "Magia y Deseo" của Jesse & Joy       | México    | 3:33       |
| 2 | "Eterno Pra Você" của Hori            | Brasil    | 3:51       |
| 3 | "Edge of My Dreams" của Lisa Mitchell | Australia | 4:19       |
| 4 | "Don't You Mourn the Sun" của MiMi    | Thụy Sĩ   | 3:46       |